# Cochoa viridis
Cochoa viridis é uma espécie de ave da família Turdidae.
Pode ser encontrada nos seguintes países: Camboja, China, Índia, Laos, Myanmar, Nepal, Tailândia, Vietname e possivelmente em Butão.
Os seus habitats naturais são: florestas subtropicais ou tropicais húmidas de baixa altitude e regiões subtropicais ou tropicais húmidas de alta altitude.